# Ophion artemisiae
Ophion artemisiae är en stekelart som beskrevs av Heinrich Boie 1855. Ophion artemisiae ingår i släktet Ophion och familjen brokparasitsteklar. Inga underarter finns listade i Catalogue of Life.